# Nakamura Kazuha
Nakamura Kazuha (中村 一葉 (Trung Thôn Nhất Diệp) Hangul: 나카무라 카즈하; sinh vào ngày 9 tháng 8 năm 2003) thường được biết đến nhiều với nghệ danh Kazuha (Hangul: 카즈하), là 1 cựu vũ công Ballet chuyên nghiệp và hiện đang là ca sĩ, vũ công, rapper, thần tượng K-pop người Nhật Bản. Cô là thành viên của nhóm nhạc nữ K-pop Le Sserafim được thành lập và quản lý bởi Source Music, một công ty con của Hybe.

## Tiểu sử
Kazuha là một nữ diễn viên múa Ballet chuyên nghiệp, cô đã học múa Ballet từ năm 3 tuổi. Cô nàng đã theo học tại trường múa Ballet Hashimoto Sachiyo ở Osaka. Sau đó, cô nàng được đào tạo tại Học viện Bolshoi ở Moscow, Trường múa ba lê Hoàng gia ở London và Học viện Ballet Quốc gia Hà Lan ở Hà Lan.
Kazuha có thể sử dụng thông thạo 3 thứ tiếng đó là tiếng Anh, tiếng Nhật và tiếng Hàn.
Trong số các thành viên của LE SSERAFIM, Kazuha chỉ làm thực tập sinh từ 3-5 tháng trước khi lọt vào đội hình ra mắt cuối cùng của nhóm. 

## Sự nghiệp

### Năm 2016-2019: Thành tựu cá nhân
Những giải thưởng cô nàng đã đạt được: (2016) Giải Ba lê MIE Nhật Bản – Huy chương Vàng hạng mục J1A với vở “Esmeralda Va”; (2017) Giải khiêu vũ phương Tây Lake Biwa khối Trung học “Sleeping Beauty 3” – Huy chương Vàng hạng mục “Aurora’s VA”, Giải Ba lê thế giới World Dream khối Trung học – Huy chương Vàng hạng mục Esmeralda VA và giải thưởng lớn Grand Prix, Giải Ba lê Quốc tế Asian Grand Prix – Huy chương Bạc hạng mục JB “Princess’s Florina’s VA”, Giải Ba lê Victoire Kobe – Huy chương Bạc hạng mục Trung học cơ sở “Satanella”; (2018) Giải khiêu vũ phương Tây quốc gia Kobe – Huy chương Vàng nữ cổ điển Jania II hạng mục “Esmeralda’s VA”; (2019) Giải ba lê Victoire Kobe – Huy chương Vàng hạng mục trung học cơ sở “Queen of the Forest”.
Từ 2018-2019, Kazuha tham gia biểu diễn cho Youth of Sririt Dance của Ba Lan và Nhật Bản do Vislav Dudic tổ chức với vở solo “Pa Keita” biên đạo bởi Fragment J.
Vở National Ballet 2020 Seasonal – “Romeo & Juliet” của cô được chọn xuất hiện trong Dance Rudivan Dantzig.

### Năm 2022: Ra mắt cùng Le Sserafim
Ngày  8 tháng 4 năm 2022, Kazuha chính thức được công ty tiết lộ với tư cách là thành viên của nhóm nhạc Lesserafim.
Ngày 13 tháng 4, Source Music công bố rằng Le Sserafim sẽ phát hành mini-album đầu tay mang tên gọi Fearless vào ngày 2 tháng 5 năm 2022. Số đơn đặt trước của album đạt hơn 270.000 bản sau 7 ngày và tăng lên hơn 380.000 bản sau 16 ngày. Trong vòng một ngày từ khi được phát hành, Fearless đạt doanh số hơn 175.000 bản. Ngày 10 tháng 5 năm 2022, 8 ngày sau khi ra mắt công chúng, Le Sserafim giành được chiến thắng trên chương trình âm nhạc hàng tuần đầu tiên tại SBS M The Show.
Le Sserafim phát hành mini-album thứ hai, Antifragile, vào ngày 17 tháng 10. Antifragileđạt thứ hạng cao nhất là 14 trên bảng xếp hạng Billboard 200, giúp Le Sserafim trở thành nhóm nhạc nữ K-pop lọt vào bảng xếp hạng này nhanh nhất. Ngày 24 tháng 11, Hybe phát hành bộ webtoon mang tên Crimson Heart, lấy cảm hứng từ thông điệp của nhóm là "tiến lên không sợ hãi" thông qua nền tảng Webtoon.
Le Sserafim sẽ phát hành đĩa đơn tiếng Nhật đầu tay vào ngày 25 tháng 1 năm 2023.

## Đời tư
Kazuha được nhà sáng lập của Big Hit Music Bang Si-hyuk chiêu mộ khi đang theo học tại Học viện Ba lê Quốc gia Amsterdam, Hà Lan. Kazuha tham gia các bài học tiếng Hàn trực tuyến trên Zoom.  Không những thế, một huấn luyện viên thanh nhạc và vũ đạo từ công ty HYBE Labels và Source Music đã đến thăm Hà Lan và dạy cô nàng cách biên đạo, hát, Rap cho bài hát đầu tay của mình. Kazuha đã dành khoảng 5 tiếng đồng hồ để luyện thanh vào buổi sáng và tiếp tục luyện tập vũ đạo vào buổi chiều.
Hình mẫu lý tưởng của cô nàng là thành viên Jisoo của nhóm nhạc BlackPink và đã tham dự rất nhiều buổi biểu diễn trước đây của nhóm BlackPink tại Osaka.
Cô còn là Fan hâm mộ của nhóm nhạc BTS và rất ấn tượng với điệu nhảy của Jimin.
Kazuha còn là một Fan hâm mộ cuồng nhiệt của YouTuber Nhật Bản tên là Kemio và sở hữu nhiều cuốn sách của anh.

## Sự nghiệp điện ảnh

### Chương trình chiếu mạng
| Năm  | Nhan đề                   | Vai trò                | Ghi chú                                          | Tham khảo |
| ---- | ------------------------- | ---------------------- | ------------------------------------------------ | --------- |
| 2025 | Jinzuha Trip (진즈하여행) | Người dẫn chương trình | Với thành viên cùng nhóm, Le Sserafim Huh Yunjin | [ 7 ]     |